# Ментерволде
Ментерволде (нидерл. Menterwoldeо файле) — бывшая община на севере Нидерландов, в провинции Гронинген. Население Ментерволде на 1 января 2007 года составляло 12 554 человек. Площадь общины 81,62км², из них 80,37км² земля, 1,25км² — водной поверхности.
В общину входили населённые пункты: Бенеден-Венслот, Боргеркомпагни, Бовен-Венслот, Дюркенаккер, Коренгарст, Меден, Мюнтендам, Нордбрук, Спитсберген, Стотсхорн, Трипскомпагни, Тюссенлуген, Тюссенклаппен, Эйтербюрен, Зюйдбрук.
Община была образована 1 января 1990 года, в результате реорганизации общин в провинции Гронинген путём слияния общин Остербрук, Мюнтендам и Меден. 1 января 2018 года Ментерволде вошёл в состав новой общины Мидден-Гронинген.